# John C. Lilly
John Cunningham Lilly (St Paul, Minnesota, 6 de Janeiro de 1915 - Los Angeles, Califórnia, 30 de Setembro de 2001) foi um filósofo, escritor, neurocientista, psicoanalista e psiconauta.
Foi um pesquisador da natureza da consciência, utilizando-se principalmente de tanques de privação sensorial

## Morte
John Lilly morreu com a idade de 86, em Los Angeles, Califórnia, em 30 de setembro de 2001 devido a insuficiência cardíaca. Seus restos mortais foram cremados. 

## Principais Obras
- Man and Dolphin: Adventures of a New Scientific Frontier 1st ed. Garden City, NY: Doubleday. 1961paperback ed. [S.l.]: Gollancz. 1962. ISBN 0-575-01054-1 Em falta ou vazio |título= (ajuda)
- The Mind of the Dolphin: A Nonhuman Intelligence 1st ed. Garden City, NY: Doubleday. 1967. ISBN 0-385-02543-2paperback ed. [S.l.]: Avon. 1969 Em falta ou vazio |título= (ajuda)
- Programming and Metaprogramming in the Human Biocomputer: Theory and Experiments 1st ed. [S.l.]: Communication Research Institute. 1968reprint ed. [S.l.]: Julian Press. 1987. ISBN 0-517-52757-X Em falta ou vazio |título= (ajuda)
- The Center of the Cyclone 1st ed. [S.l.]: Julian Press. 1972paperback ed. [S.l.]: Bantam Books. 1973. ISBN 0-553-13349-7 Em falta ou vazio |título= (ajuda)reprint ed. [S.l.]: Marion Boyars Publishers. 2001. ISBN 1-84230-004-0 Em falta ou vazio |título= (ajuda)
- Lilly on Dolphins: Humans of the Sea. [S.l.]: Anchor Press. 1975. ISBN 0-385-01037-0
- The Deep Self 1st ed. [S.l.]: Simon and Schuster. 1977. ISBN 0-671-22552-9paperback ed. [S.l.]: Warner Books. 1981. ISBN 0-446-33023-X Em falta ou vazio |título= (ajuda)reprint ed. [S.l.]: Gateways Books & Tapes. 2006. ISBN 0-89556-116-6 Em falta ou vazio |título= (ajuda)
- Simulations of God: The Science of Belief. [S.l.]: Simon and Schuster. 1975. ISBN 0-671-21981-2
- The Dyadic Cyclone. with Antonietta Lilly 1st ed. [S.l.]: Simon and Schuster. 1976. ISBN 0-671-22218-Xpaperback ed. [S.l.]: Paladin. 1978. ISBN 0-586-08276-X Em falta ou vazio |título= (ajuda)
- The Scientist: A Novel Autobiography 1st ed. [S.l.]: Lippincott. 1978. ISBN 0-397-01274-8paperback ed. [S.l.]: Bantam Books. 1981. ISBN 0-553-12813-2 Em falta ou vazio |título= (ajuda)
- Communication between Man and Dolphin: The Possibilities of Talking with Other Species. [S.l.]: Julian Press. 1978. ISBN 0-517-56564-1
- Tanks for the Memories: Floatation Tank Talks. with E. J. Gold 2nd ed. [S.l.: s.n.] 1996. ISBN 0-89556-071-2 Parâmetro desconhecido |unused_data= ignorado (ajuda)